# Spilite Arch
Der Spilite Arch (englisch für Spilitbogen) ist ein 30 m hohes Brandungstor vor der Nordküste der östlichen Spitze von Annenkov Island im Archipel Südgeorgiens. 
Das UK Antarctic Place-Names Committee benannte es 1977 nach dem Lagergang aus Spilit, der sich im Gestein des Felsen befindet.